# Rolex
Rolex SA (укр. Ролекс) — швейцарський бренд і виробник годинників, що базується в Женеві, Швейцарія. Компанія була заснована у 1905 році в Лондоні німецьким бізнесменом Гансом Вільсдорфом та його швагром Альфредом Девісом під назвою Wilsdorf and Davis. У 1908 році назву Rolex було зареєстровано як торгову марку годинників, а в 1915 році компанія стала Rolex Watch Co. Ltd.
Після Першої світової війни, через несприятливу економічну ситуацію у Великій Британії, компанія перенесла свою діяльність до Женеви. У 1920 році Ганс Вільсдорф зареєстрував у Женеві нову назву — Montres Rolex SA (французьке montre означає "годинник"), яка згодом була скорочена до Rolex SA. З 1960 року компанія належить Hans Wilsdorf Foundation, приватному сімейному фонду.
Rolex SA та її дочірня компанія Montres Tudor SA займаються проєктуванням, виробництвом, дистрибуцією та обслуговуванням наручних годинників під брендами Rolex і Tudor. У 2023 році Rolex оголосила про придбання свого давнього партнера-роздрібника Bucherer, а у 2024 році розпочала будівництво нової штаб-квартири на П'ятій авеню в центрі Манхеттена, Нью-Йорк, поблизу Billionaires' Row.

## Історія
Ганс Вільсдорф та його швагр Альфред Девіс у 1905 році заснували в Лондоні компанію Wilsdorf and Davis, яка згодом стала Rolex SA. На початку діяльності компанія займалася імпортом швейцарських механізмів від Hermann Aegler до Англії, де вони вставлялися у корпуси, виготовлені компанією Dennison та іншими виробниками. Ці перші наручні годинники продавалися багатьом ювелірам, які наносили на циферблат свої власні імена. У корпусах годинників того періоду часто гравіювалося клеймо "W&D".
У 1908 році Вільсдорф зареєстрував торгову марку "Rolex", яка стала офіційною назвою годинників компанії. Він також відкрив офіс у швейцарському місті Ла-Шо-де-Фон. Вільсдорф прагнув, щоб назва бренду була легкою для вимови в будь-якій мові та достатньо короткою, щоб поміститися на циферблаті. Він вважав, що слово "Rolex" нагадує звук заведення годинника.
Під час Першої світової війни Rolex виробляв траншейні годинники. У листопаді 1915 року компанія змінила назву на Rolex Watch Co. Ltd. У 1919 році, через високі податки на розкішні товари після війни та мита на експорт срібла й золота, які використовувалися у виробництві корпусів, Вільсдорф переніс компанію до Женеви, Швейцарія. Того ж року її офіційно перейменували на Montres Rolex SA, а в 1920 році — скоротили до Rolex SA.
Вирішивши адміністративні питання, Ганс Вільсдорф зосередився на маркетинговому виклику: проблема проникнення пилу та вологи під циферблат і заводну головку, яка пошкоджувала механізм годинника. У 1926 році для Rolex сторонній виробник корпусів створив водонепроникний і пилонепроникний годинник, названий Oyster. Оригінальний патент, розроблений Полем Перего та Жоржем Перетом, який дозволяв налаштовувати годинник, зберігаючи захист від води, був викуплений Rolex і активно використовувався в маркетингу. Корпус годинника був герметично запечатаний, що забезпечувало максимальний захист механізму.
Для демонстрації своїх можливостей Rolex занурював моделі Oyster в акваріуми, які виставлялися у вітринах основних точок продажу. У 1927 році британська плавчиня Мерседес Гляйтце перепливла Ла-Манш із Oyster на шиї, ставши першою офіційною амбасадоркою Rolex. На честь цієї події Rolex протягом місяця щодня публікував повносторінкову рекламу на першій шпальті газети Daily Mail, розповідаючи про успіх годинника під час понад 10-годинного запливу.
У 1931 році Rolex запатентував механізм автоматичного заведення Perpetual rotor, напівкруглу пластину, яка вільно рухається під дією сили тяжіння. Завдяки цьому годинник Oyster отримав назву Oyster Perpetual. Винахід Perpetual rotor став революцією у світі автоматичних годинників, оскільки раніше використання напівкруглої пластини для заведення годинника не допускалося.
Після смерті дружини у 1944 році Вільсдорф заснував приватний фонд Hans Wilsdorf Foundation, якому передав усі свої акції Rolex, забезпечивши, щоб частина прибутків компанії спрямовувалася на благодійність. Ганс Вільсдорф помер у 1960 році, і з того часу фонд є власником і керівником Rolex SA.

### Благодійний статус
Фонд Ганса Вільсдорфа, який є приватним власником компанії Rolex SA, зареєстрований у Швейцарії як благодійна організація та користується нижчою ставкою оподаткування. У 2011 році представник Rolex відмовився надати докази щодо обсягу благодійних внесків фонду Вільсдорфа, що спричинило низку скандалів через відсутність прозорості. Водночас у Женеві, де розташована штаб-квартира компанії, фонд, за даними, подарував декілька житлових будівель соціальним установам міста.

## Дочірні компанії
Rolex пропонує продукцію під брендами Rolex та Tudor. Компанія Montres Tudor SA розробляє, виробляє та продає годинники Tudor з 6 березня 1946 року. Засновник Rolex Ганс Вільсдорф створив бренд Tudor, щоб запропонувати авторизованим дилерам Rolex доступніший продукт, який би зберігав надійність і якість Rolex, але мав нижчу ціну. Виробництво годинників Rolex було обмежено через складність виготовлення власних механізмів, тому ранні моделі Tudor оснащували стандартними механізмами стороннього виробника ETA SA, використовуючи при цьому корпуси та браслети якості Rolex.
З 2015 року Tudor почав випускати годинники з механізмами власного виробництва. Першою моделлю з таким механізмом став Tudor North Flag. Пізніше оновлені версії моделей Tudor Pelagos та Tudor Heritage Black Bay також отримали калібри власного виробництва.
Годинники Tudor продаються в більшості країн світу. У 2004 році компанія припинила продажі годинників під брендом Tudor у США, але повернулася на американський ринок улітку 2013 року, а у 2014 році — до Великобританії.

## Виробництво
Кожен годинник Rolex має унікальний серійний номер, який дозволяє приблизно визначити період його виробництва. Серійні номери вперше були запроваджені у 1926 році та видавалися послідовно. У 1954 році після досягнення номера #999,999 компанія повернулася до нуля. У 1987 році до шестизначних серійних номерів почали додавати одну літеру. З 2010 року Rolex перейшов на використання випадкових серійних номерів, що використовується й дотепер.

### Кварцові механізми
Хоча Rolex здебільшого виробляє механічні годинники, компанія також брала участь у розробці перших кварцових механізмів. Незважаючи на те, що Rolex випустив лише кілька кварцових моделей для своєї лінії Oyster, інженери компанії зробили значний внесок у розробку та впровадження цієї технології наприкінці 1960-х і на початку 1970-х років. У 1968 році Rolex співпрацював із консорціумом із 16 швейцарських виробників годинників для створення кварцового механізму Beta 21, який використовувався в моделі Rolex Quartz Date 5100 та годинниках інших брендів, таких як Omega Electroquartz.
Після приблизно п'яти років досліджень, розробки та тестування Rolex створив "з нуля" механізм 5035/5055, який пізніше використовувався в моделях Rolex Oysterquartz.

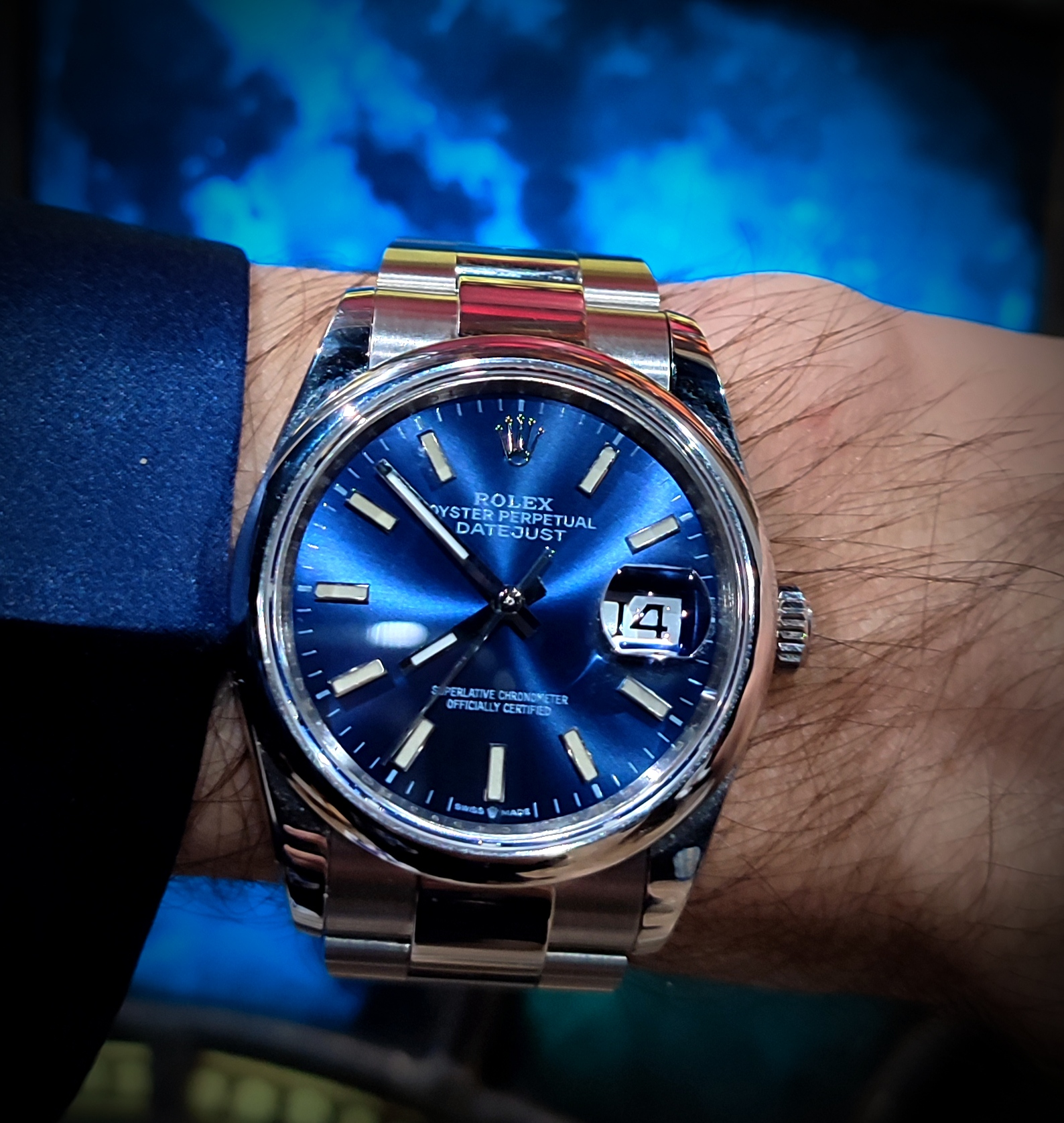
Rolex Datejust 36

### Досягнення
Серед важливих удосконалень та інновацій компанії можна відзначити:
- У 1910 році Rolex стала першою компанією, чий жіночий годинник отримав сертифікат хронометра.
- У 1926 році Rolex створила корпус Oyster. Хоча компанія стверджує, що це був перший надійний водонепроникний корпус з гвинтовою коронкою, насправді це не так, оскільки патент на подібний корпус був отриманий Depollier ще за 8 років до цього.[13] В результаті Rolex придбала патент на гвинтову коронку Perragaux-Perret, додала зчеплення і поєднала гвинтову коронку з гвинтовою задньою кришкою та безелем. Вілсдорф навіть замовив спеціальний годинник Rolex (названий "DeepSea"), який був закріплений на стороні батискафа Trieste, що опустився на дно Маріанської впадини. Годинник витримав умови та показав точний час під час спуску та підйому. Це було підтверджено телеграмою, надісланою до Rolex, з повідомленням: "Радий підтвердити, що навіть на глибині 11 000 метрів ваш годинник працює так само точно, як на поверхні. З найкращими побажаннями, Жак Піккар". Раніше водонепроникні годинники, такі як "Submarine Watch" від Tavannes, використовували інші методи герметизації корпусу.
- У 1931 році була випущена система заводного механізму для годинників з ротором, що обертається на 360 градусів, який живив годинник рухами руки носія. Це зробило необхідність в ручному заводі непотрібною і дозволило підтримувати стабільніший запас ходу, що покращило точність хронометрів. Пізніше поворотні ваги стали стандартною частиною механізмів автоматичних годинників. Раніше використана система заводу з рухомим важелем Harwood мала лише 270 градусів руху.
- У 1945 році був випущений перший хронометр з автоматично змінюваною датою на циферблаті (Rolex Datejust Ref. 4467).
- У 1953 році був випущений корпус водонепроникний на глибину 100 м (330 футів) у Rolex Oyster Perpetual Submariner Ref. 6204. Хоча це часто подається як перші водолазні годинники, у 1932 році Omega випустила модель Marine, яка витримувала глибину 135 м, що на 35 м більше за Rolex Submariner 1953 року. Blancpain випустила свої годинники Fifty Fathoms у 1953 році, на 10 місяців раніше, ніж Rolex Submariner.[14]
- У 1954 році було випущено годинник Rolex GMT Master Ref. 6542,[15] що показував два часи одночасно. Однак це не був перший такий годинник на ринку, оскільки Longines DualTime з’явився за 25 років до GMT Master.[16]
- У 1956 році Rolex створила годинник з автоматично змінюваними днем та датою на циферблаті, який отримав назву Rolex Day-Date

## Лінійки годинників Rolex

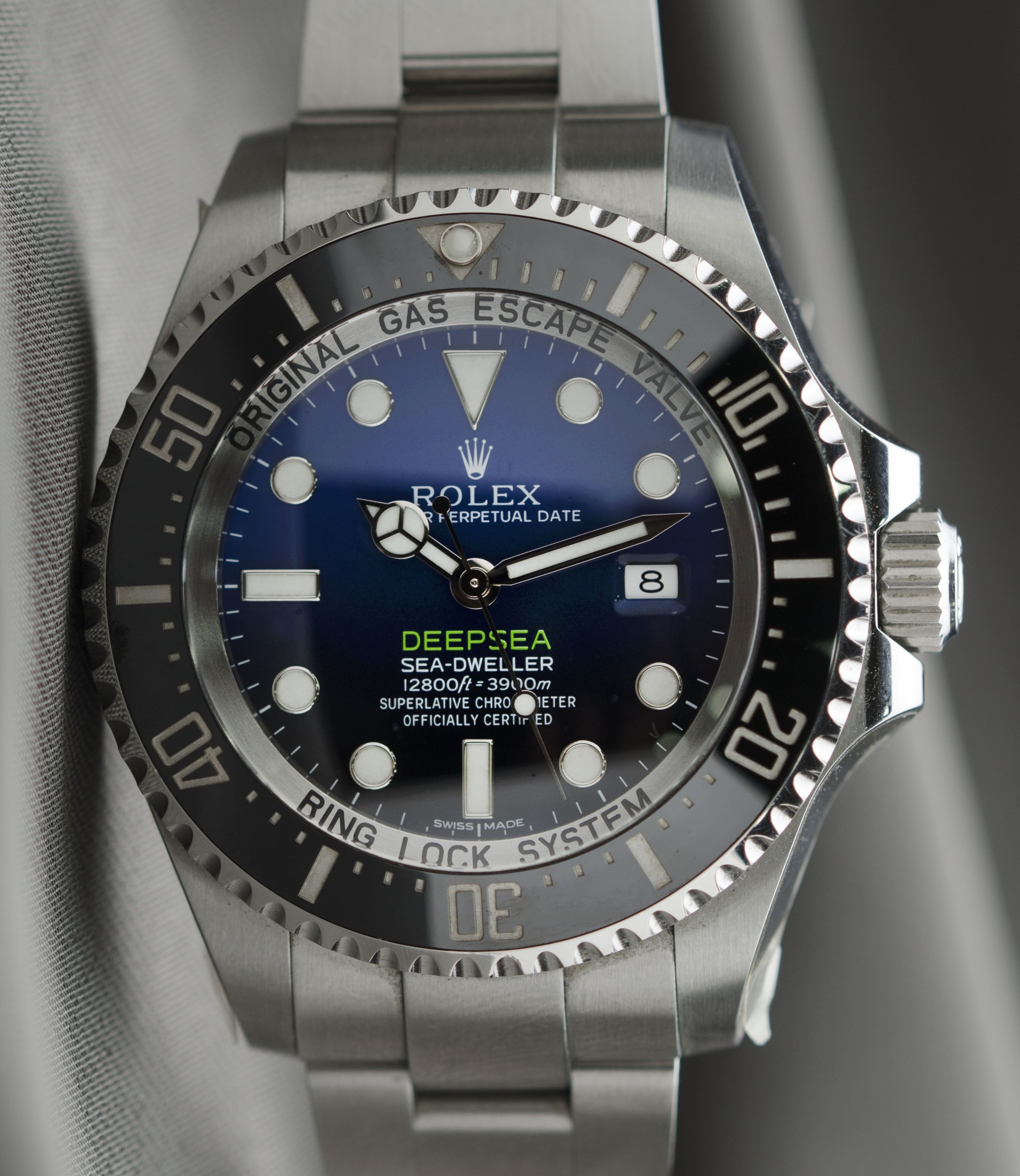
Rolex Sea Dweller Deepsea з глибиною занурення до 3900 м (реф. 116660)

Rolex пропонує три основні лінійки годинників: Oyster Perpetual, Professional та Cellini (остання є серією класичних годинників). Основними браслетами для лінійки Oyster є моделі Jubilee, Oyster, President і Pearlmaster. Годинники зазвичай оснащуються ремінцями з нержавіючої сталі, жовтого золота, білого золота, рожевого золота або платини.
У Великобританії роздрібна ціна на моделі з нержавіючої сталі з "авіаційної" серії, наприклад GMT Master II, починається від £9,350. Моделі з інкрустацією діамантами є значно дорожчими. У книзі Vintage Wristwatches від Рейн Гейнс, експерта шоу Antiques Roadshow, вартість вінтажних годинників Rolex оцінюється від 650 до 75 000 доларів США, тоді як вінтажні моделі Tudor мають діапазон цін від 250 до 9 000 доларів США.

### Air-King
Засновник Rolex Ганс Вільсдорф створив лінійку Air-Prince на честь пілотів Королівських військово-повітряних сил (RAF), які брали участь у Битві за Британію. Перша модель була випущена у 1958 році. До 2007 року годинники серії Air-King (модель 1142XX) мали механізм із сертифікацією COSC у корпусі діаметром 34 мм. Їх часто вважали мініатюрною версією Rolex Explorer діаметром 39 мм, оскільки стильові елементи обох моделей були дуже схожі. Лінійка Air-King у 34-міліметровому форматі була найдоступнішою серед серії Oyster Perpetual.
У 2014 році виробництво Air-King було припинено, а моделі Oyster Perpetual із діаметром 26/31/34/36/39 мм стали початковими в асортименті Rolex. У 2016 році компанія відновила Air-King, випустивши одну модель (номер 116900). Вона була подібною до попередніх, але отримала більший корпус діаметром 40 мм і магнітний екран, як у Rolex Milgauss. Водночас новий Air-King коштував трохи дешевше, ніж 39-міліметровий Explorer, який, хоч і не має магнітного екрану, оснащений ударостійкими амортизаторами Paraflex, відсутніми в механізмі Air-King.

### Oyster Perpetual
Назва лінійки годинників у каталогах часто подається як Rolex Oyster ______ або Rolex Oyster Perpetual ______. Проте Rolex Oyster та Oyster Perpetual є загальними термінами, а не конкретними серіями, за винятком моделей Oyster Perpetual 26/31/34/36/39/41 і Oyster Perpetual Date 34. Модель Rolex Oyster Perpetual є прямим нащадком першого водонепроникного годинника Rolex Oyster, створеного у 1926 році.
У серії Oyster Perpetual використовується три різні механізми. Модель із діаметром 39 мм оснащена механізмом Calibre 3132 із волоском Parachrom і ударостійкими амортизаторами Paraflex. Вона є варіантом Rolex Explorer 39 мм, маючи однаковий корпус, браслет, застібку, безель і механізм, але відрізняючись циферблатом і стрілками. Моделі 34 і 36 мм мають механізм Calibre 3130 з волоском Parachrom, а найменші моделі 28 і 31 мм оснащені механізмом Calibre 2231. Модель Oyster Perpetual Date 34 додає функцію відображення дати, механізм із календарем, а також можливість вибору безеля з білого золота або інкрустації діамантами.
Деякі моделі серій Date та Datejust дуже схожі, проте Datejust має корпуси діаметром 36 мм або 41 мм з браслетом шириною 20 мм, у той час як Date оснащується корпусом 34 мм і браслетом 19 мм. Сучасні версії Oyster Perpetual Date та Datejust використовують механізм Rolex 3135, удосконалений завдяки волоску Parachrom Bleu, що забезпечує підвищену точність. Обидві серії дозволяють змінювати дату на один день уперед без зміни часу.
Datejust пропонує ширший вибір налаштувань, зокрема інші метали, різні матеріали циферблата та інкрустацію діамантами на циферблаті чи безелі. У 2009 році вийшла модель Datejust II з більшим корпусом діаметром 41 мм та оновленим механізмом, яка пропонувалася лише в сталевому виконанні з білим, жовтим або рожевим золотом на браслеті Oyster. У 2016 році компанія представила Datejust 41 із таким самим діаметром корпусу, але з тоншим безелем і меншими індексами порівняно з Datejust II.

### Професійні колекції
Rolex створює спеціальні моделі, які відповідають вимогам екстремальних умов, таких як глибоководне пірнання, спелеологія, альпінізм, полярні дослідження та авіація. Першими професійними моделями стали Rolex Submariner (1953) та Rolex Sea Dweller (1967). Остання модель має клапан для виведення гелію, що дозволяє уникнути накопичення газу під час декомпресії. За словами Урса Алоїса Ешля, колишнього директора Doxa, цей патент був отриманий Rolex у співпраці з компанією Doxa.
Explorer (1953) та Explorer II (1971) були розроблені спеціально для дослідників, які повинні були пересуватися через складні території, такі як знамениті експедиції на гору Еверест. Модель Rolex Explorer була випущена на честь успішного підкорення Евересту у 1953 році експедицією під керівництвом сера Джона Ханта. (Ця експедиція була забезпечена годинниками від Rolex і Smiths; саме годинник Smiths, а не Rolex, носив Едмунд Гілларі на вершині гори).
39-міліметровий Rolex Explorer був створений як "інструментальний годинник" для важких умов використання, тому його механізм оснащено амортизаторами Paraflex, що забезпечують більшу ударостійкість порівняно з іншими моделями Rolex. 42-міліметровий Rolex Explorer II має кілька суттєвих відмінностей від 39-міліметрового Explorer; Explorer II додає функцію дати та оранжеву 24-годинну стрілку, яка поєднана з чорними 24-годинними маркерами на фіксованому безелі. Ці функції корисні для умов під землею або в полярних регіонах, де день і ніч не можна розрізнити.
Ще однією знаковою моделлю є Rolex GMT Master (1955), спочатку розроблений за запитом авіакомпанії Pan Am Airways для надання екіпажам годинників з подвійним часом. Цей годинник дозволяв відображати місцевий час і GMT (середньо-гринвічський час), який тоді був міжнародним стандартом часу для авіації (і залишається ним у сучасній версії як Universal Time Coordinated (UTC) або Zulu Time). Такий годинник був необхідний для астрономічної навігації під час довгих польотів.

### Найдорожчі екземпляри
26 жовтня 2017 року годинник Rolex Daytona (реф. 6239), виготовлений у 1968 році, був проданий на аукціоні Phillips у Нью-Йорку за 17,75 мільйона доларів США. Годинник спочатку купила Джоан Вудвард у 1968 році і подарувала його своєму чоловікові, Полу Ньюмену. Ціна на аукціоні встановила рекорд: 15,5 мільйона доларів плюс комісія покупця 12,5%, що в сумі дало остаточну ціну 17 752 500 доларів. Станом на 2018 рік, це був найдорожчий наручний годинник і другий найдорожчий годинник, проданий на аукціоні. Варто зазначити, що на момент, коли Ньюмен подарував годинник Джеймсу Коксу, він коштував близько 200 доларів.
28 травня 2018 року Rolex Daytona "Unicorn" (реф. 6265) був проданий на аукціоні Phillips у Женеві за 5,937 мільйона доларів, ставши таким чином другим найдорожчим годинником Rolex, проданим на аукціоні (станом на 2018 рік).
Найдорожчий Rolex (з точки зору роздрібної ціни), який коли-небудь був виготовлений фабрикою Rolex, — це модель GMT Ice (реф. 116769TBR) з роздрібною ціною 485 350 доларів США.

### Підробки Rolex
Підробки Rolex зустрічаються найчастіше серед відомих годинникових брендів. Декотрі підробки легко відрізнити, інші дуже важко. Хороші за якістю підробки можна відрізнити тільки за допомогою експерта, а трапляються випадки, що потрібно розбирати годинник для визначення оригінальності продукту

## Спорт та спонсорство
З 1976 року вручається премія Rolex Awards for Enterprise у розмірі 100 000 швейцарських франків. У 2010 році була додана премія для молодих лауреатів розміром 50 000 франків. Також у 2002 році була заснована двічі на рік премія Rolex Mentor and Protégé Arts Initiative, з грантом близько 41 000 доларів.

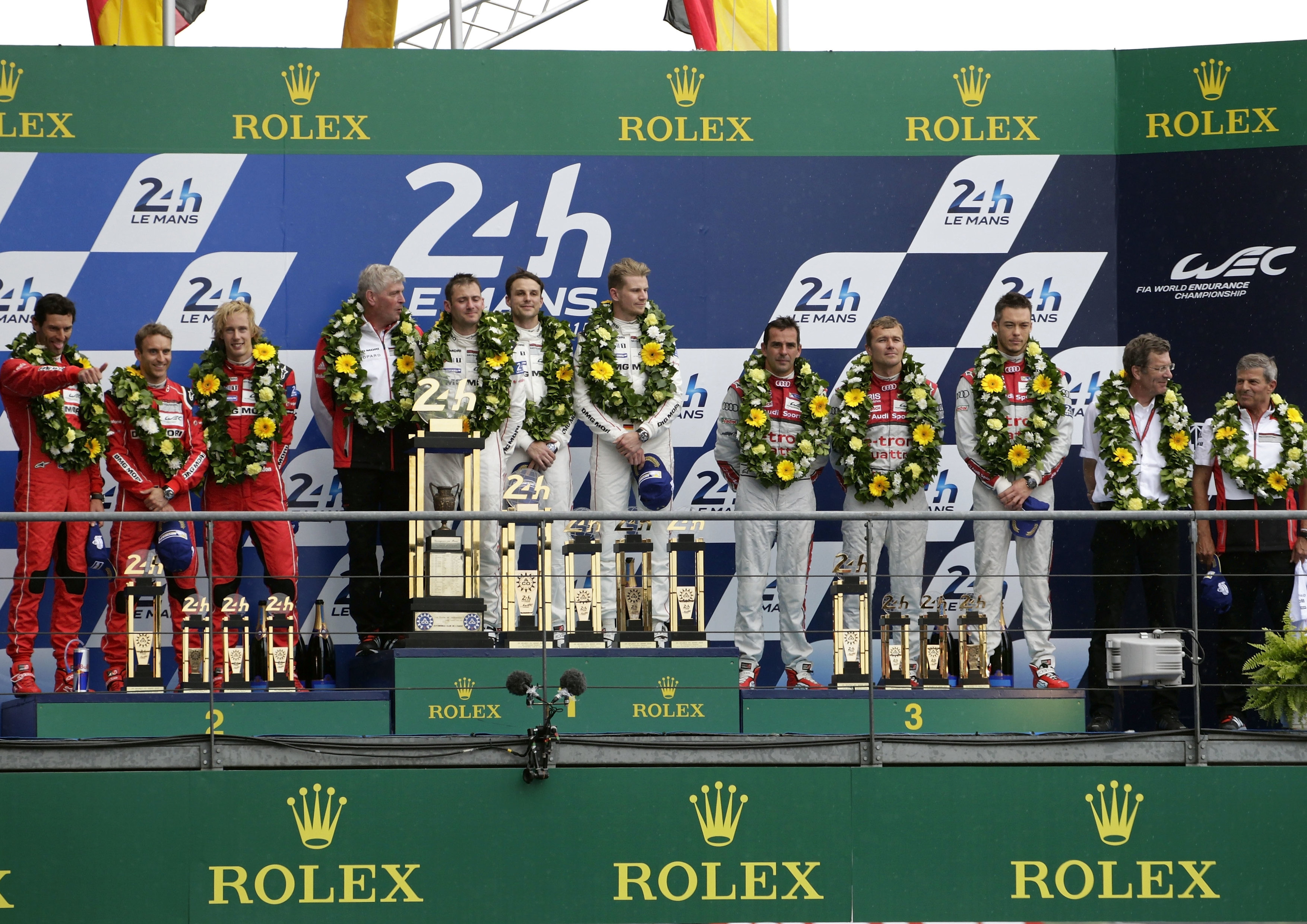
Ле-Ман 2015

Rolex є офіційним хронометристом автогонок 24 години Ле-Мана з 2001 року. Також компанія була офіційним хронометристом Формули 1 з 2013 по 2024 рік. Колишній гонщик Формули 1 Джекі Стюарт рекламує Rolex з 1968 року. Інші, хто займався рекламою бренду протягом багатьох років, включають Гарі Плеєра, Арнольда Пальмера, Роджера Пенске, Жан-Клода Кіллі та Кірі Те Канаву. Rolex також є спонсором змагання Rolex International Jumping Riders Club Top 10 Final.
Жак Піккард і Дон Уолш мали спеціально розроблений годинник Rolex Oyster Perpetual Deep-Sea Special, закріплений зовні їхнього батискафа під час занурення в Challenger Deep у 1960 році, на рекордну глибину 10 916 метрів (35 814 футів). Коли Джеймс Кемерон здійснив подібне занурення в 2012 році, спеціально розроблений годинник Rolex Oyster Perpetual Sea-Dweller Deep Sea Challenge був прикріплений до роботизованої руки його субмарино.
Мерседес Глейтце стала першою британською жінкою, яка перепливла Ла-Манш 7 жовтня 1927 року. Однак, як зазначає Джон Е. Брозек (автор The Rolex Report: An Unauthorized Reference Book for the Rolex Enthusiast) у своїй статті "The Vindication Swim, Mercedes Gleitze and Rolex take the plunge", деякі сумніви щодо її досягнення виникли, коли шахрай заявив, що проплив швидше лише через чотири дні. Тому Глейтце спробувала повторити перепливання з великою публічністю 21 жовтня, отримавши прізвисько "Vindication Swim". Для реклами Вілсдорф запропонував їй один із перших годинників Rolex Oyster, якщо вона носитиме його під час спроби. Після понад 10 годин у набагато холоднішій воді, ніж під час її першого плавання, її витягли з моря напівнепритомною, за сім миль від мети. Хоча вона не завершила другий перехід, один із журналістів The Times написав: "З огляду на загальні умови, витривалість міс Глейтце здивувала лікарів, журналістів і експертів, які були присутні, оскільки було малоймовірно, що вона зможе витримати холод так довго. Це була хороша вистава". Після того, як вона сиділа в човні, той самий журналіст зробив відкриття і повідомив: "На її шиї, під час цього плавання, висів маленький золотий годинник, який, як з'ясувалося цього вечора, точний протягом всього часу". Після ретельної перевірки виявилося, що годинник був сухий всередині і в ідеальному стані. Через місяць, 24 листопада 1927 року, Вілсдорф запустив годинник Rolex Oyster у Великій Британії, розмістивши на першій сторінці газети Daily Mail повну рекламу бренду.

## Культурний вплив
До початку Другої світової війни пілоти Королівських ВПС почали купувати годинники Rolex, щоб замінити свої стандартні, низької якості, годинники. Однак, коли їх брали в полон, ці годинники конфісковували. Коли Ганс Вілсдорф дізнався про це, він запропонував замінити всі конфісковані годинники без вимоги оплати до кінця війни, за умови, що офіцери напишуть до Rolex і пояснять обставини втрати та місце перебування в таборі для військовополонених. Вілсдорф особисто контролював цей процес. В результаті цього близько 3 000 годинників Rolex було замовлено британськими офіцерами в таборі для військовополонених Oflag VII-B в Баварії. Це підняло мораль серед союзних військовополонених, оскільки свідчило про те, що Вілсдорф не вірив у перемогу країн Осі. Американські військові, які служили в Європі під час війни, дізналися про це, що допомогло відкрити американський ринок для Rolex після війни.
10 березня 1943 року, будучи ще в полоні, капрал Клайв Джеймс Наттінг, один з організаторів знаменитої втечі, замовив хронограф Rolex Oyster 3525 з нержавіючої сталі (вартістю, що на сьогодні еквівалентна £1,200) поштою безпосередньо від Ганса Вілсдорфа в Женеві, плануючи оплатити його грошима, які він заощадив, працюючи шевцем у таборі. Годинник (№ 185983) був доставлений до табору Сталаг Люфт III 10 липня того ж року разом із запискою від Вілсдорфа, який перепрошував за затримку обробки замовлення та зазначав, що англійський джентльмен, як капрал Наттінг, "не повинен навіть думати" про оплату годинника до кінця війни. Вілсдорф був вражений Наттінгом, адже, хоча він і не був офіцером, він замовив дорогий хронограф Rolex 3525 Oyster, в той час як більшість інших військовополонених вибрали набагато дешевшу модель Rolex Speed King, популярну через свій маленький розмір. Годинник, ймовірно, був замовлений спеціально для використання під час знаменитої втечі, оскільки як хронограф він міг бути використаний для вимірювання часу патрулів охоронців або для того, щоб визначити час для 76 нещасних втікачів, які прокопали тунель "Гаррі" 24 березня 1944 року. Після війни Наттінгу надіслали рахунок на суму лише £15 за годинник через валютні обмеження в Англії на той час. Годинник і супутня кореспонденція між Вілсдорфом і Наттінгом були продані на аукціоні за £66,000 у травні 2007 року, а на попередньому аукціоні в вересні 2006 року цей самий годинник був проданий за A$54,000. Наттінг також працював консультантом для фільму 1950 року The Wooden Horse та фільму 1963 року The Great Escape.

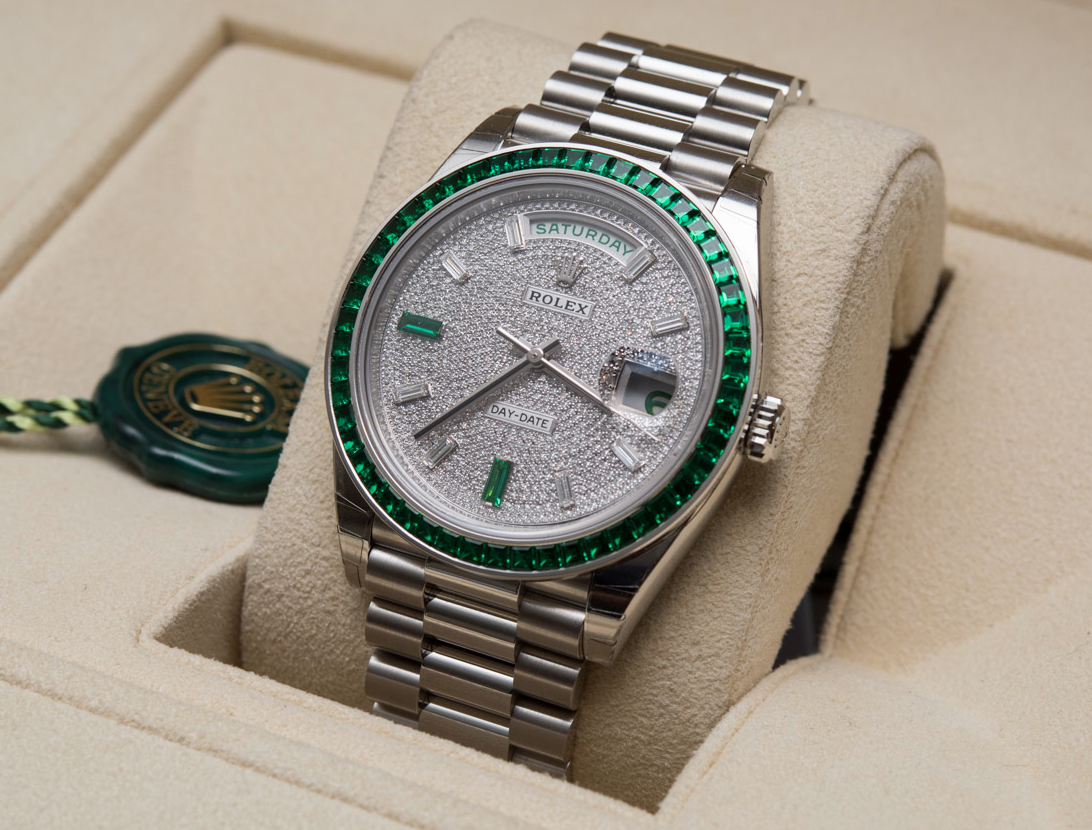
Годинник Rolex в оригінальній упаковці

У резонансній справі про вбивство, годинник Rolex на зап’ясті Рональда Платта зрештою призвів до арешту його вбивці, Альберта Джонсона Вокера, фінансового планувальника, який втік з Канади, коли на нього були висунуті 18 звинувачень у шахрайстві, крадіжках та відмиванні грошей. У 1996 році, коли рибалка на ім'я Джон Копрік знайшов тіло в Ла-Манші, єдиним ідентифікованим об’єктом на тілі був годинник Rolex. Оскільки механізм годинника мав серійний номер і був вигравіруваний особливими маркуваннями кожного разу, коли годинник обслуговувався, британська поліція відстежила сервісні записи Rolex і виявила власника годинника — Рональда Платта. Крім того, поліція змогла визначити час смерті, перевіривши дату на календарі годинника. Оскільки механізм Rolex був повністю водонепроникним і мав дві доби автономної роботи при бездіяльності, поліція змогла припустити час смерті з високою ймовірністю.
20 квітня 1998 року в Сінгапурі 23-річний малайзієць Джонаріс Бадліша вбив 42-річну косметолога Саллі Пох Бі Енґ, щоб вкрасти її Rolex і пізніше подарувати його своїй дівчині на день народження. Ця справа отримала назву "Вбивство за годинником Rolex". Джонаріс був заарештований, засуджений до смерті та страчений.
О. Дж. Сімпсон носив підроблений Rolex під час свого судового процесу за вбивство в 1994 році.
Згідно з доповіддю Brand Z за 2017 рік, вартість бренду оцінюється в 8,053 мільярда доларів. Годинники Rolex досі користуються репутацією символу статусу. Компанія виробляє більше ніж 1 мільйон годинників щороку.